# Casa al carrer Oliva i Prat, 6 (Girona)
La casa al carrer Oliva i Prat, 6 és un edifici de Girona que forma part de l'Inventari del Patrimoni Arquitectònic de Catalunya.

## Descripció
La casa està situada davant la travessia del carrer Batlle. Adossat al que era l'edifici dels Maristes de "la Immaculada", ara enderrocat. És un edifici que s'emmotlla als desnivells del carrer, de planta baixa i dos pisos pel costat de la travessia (on es conserva una porta adovellada tapiada i finestres, sense cap composició, de llinda planera i de pedra, i de modillons. Algunes datades de 1627. Arrebossat en mal estat i existeixen dos grans mènsules -com de barbacana?- vers la cantonada.) i de planta baixa i tres pisos pel costat més baix, inici de les escales cap al carrer Claveria, i en la cantonada de l'edifici (restes de porta d'arc rebaixat).
L'edifici pertanyia als Maristes de "la Immaculada", enderrocat el 1979 i que era un edifici del segle xix amb una gran extensió de terreny i de grans desnivells. Ara s'hi pensa fer uns jardins municipals.